# Брізі-Пойнт (Міннесота)
Брізі-Пойнт (англ. Breezy Point) — місто (англ. city) в США, в окрузі Кроу-Вінг штату Міннесота. Населення — 2574 особи (2020).

## Географія
Брізі-Пойнт розташоване за координатами 46°36′32″ пн. ш. 94°12′23″ зх. д. / 46.60889° пн. ш. 94.20639° зх. д. (46.608993, -94.206278).  За даними Бюро перепису населення США в 2010 році місто мало площу 42,88 км², з яких 34,18 км² — суходіл та 8,69 км² — водойми. В 2017 році площа становила 39,27 км², з яких 30,55 км² — суходіл та 8,72 км² — водойми.

## Демографія
Згідно з переписом 2010 року, у місті мешкало 2346 осіб у 904 домогосподарствах у складі 681 родини. Густота населення становила 55 осіб/км².  Було 1797 помешкань (42/км²).
Расовий склад населення:
| - 98,7 % — білих - 0,3 % — корінних американців - 0,3 % — чорних або афроамериканців - 0,2 % — азіатів |

До двох чи більше рас належало 0,6 %. Частка іспаномовних становила 0,3 % від усіх жителів.
За віковим діапазоном населення розподілялося таким чином: 27,9 % — особи молодші 18 років, 58,6 % — особи у віці 18—64 років, 13,5 % — особи у віці 65 років та старші. Медіана віку мешканця становила 38,4 року. На 100 осіб жіночої статі у місті припадало 102,8 чоловіків;  на 100 жінок у віці від 18 років та старших — 100,1 чоловіків також старших 18 років.
Середній дохід на одне домашнє господарство  становив 75 981 долар США (медіана — 60 385), а середній дохід на одну сім'ю — 84 193 долари (медіана — 68 710). Медіана доходів становила 51 929 доларів для чоловіків та 45 250 доларів для жінок. За межею бідності перебувало 4,2 % осіб, у тому числі 6,2 % дітей у віці до 18 років та 0,0 % осіб у віці 65 років та старших.
Цивільне працевлаштоване населення становило 978 осіб. Основні галузі зайнятості: мистецтво, розваги та відпочинок — 16,2 %, освіта, охорона здоров'я та соціальна допомога — 14,2 %, науковці, спеціалісти, менеджери — 13,1 %, роздрібна торгівля — 12,7 %.